# Type 99 (metralhadora)
A Type 99 (九九式軽機関銃, Kyūkyū-shiki Kei-kikanjū) era uma metralhadora leve usada pelo Exército Imperial Japonês na Segunda Guerra Mundial. Era semelhante em design à metralhadora leve Type 96 anterior, mas projetada para disparar o novo e mais poderoso cartucho 7,7 mm Arisaka, que melhorou a energia em mais de 50%. Como a Type 96, a Type 99 traça sua história até a ZB vz. 26, que também inspirou a metralhadora leve britânica Bren.

## História e desenvolvimento

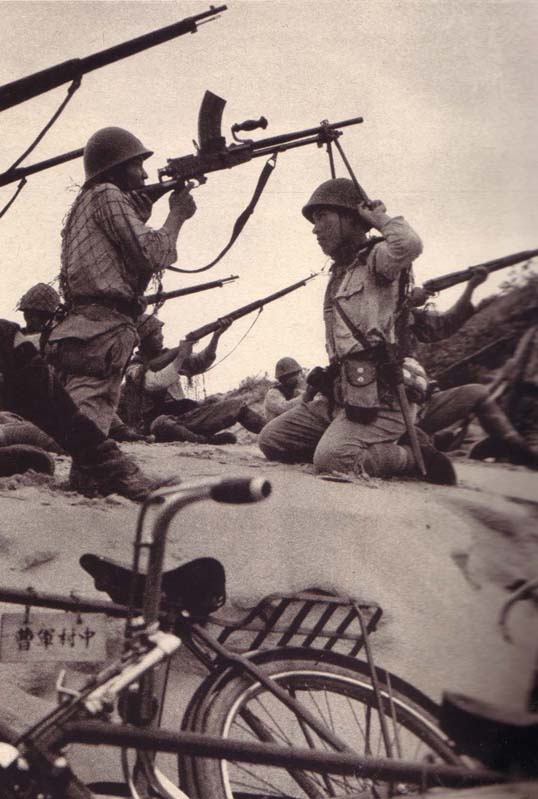
Soldado japonês usando seu camarada como bipé antiaéreo para sua Type 99

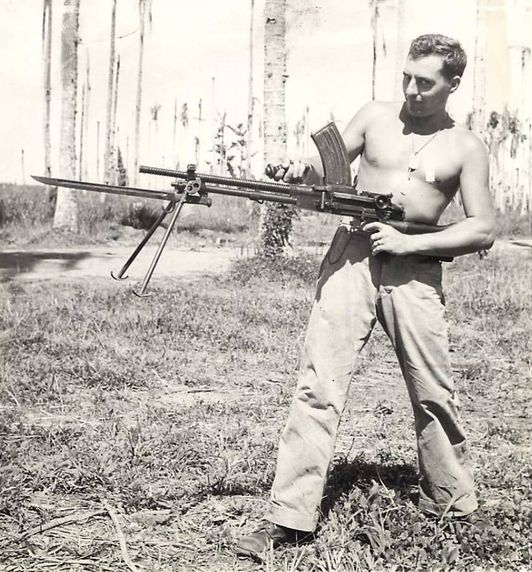
Fuzileiro naval americano posando com uma Type 99 capturada com baioneta

Antes do desenvolvimento da Type 99, o Exército Japonês usava a metralhadora leve Type 96, uma sucessora da metralhadora leve Type 11 anterior. A Type 96 foi introduzida no serviço de combate em 1936 e rapidamente provou ser uma arma versátil para fornecer fogo de supressão para o avanço da infantaria. Tanto a Type 11 quanto a Type 96 usavam os mesmos cartuchos 6,5x50mmSR Arisaka do fuzil de infantaria Type 38. O uso de munição semelhante em ambas as armas simplificou o fornecimento e teve a vantagem adicional de que qualquer membro do esquadrão poderia fornecer munição para a metralhadora leve, ou vice-versa.
No entanto, em 1939, o exército japonês estava em processo de mudança para um cartucho maior e mais potente de 7,7 mm, que também não tinha aro, o que melhorou o manuseio. Este cartucho mais poderoso: 3.136 J de energia, em comparação com o cartucho 6,5x50mmSR Arisaka anterior: 1.966 J de energia, exigia uma arma de fogo que tivesse mais aço, molas maiores e um ferrolho mais pesado para lidar com as forças extras envolvidas. Isso exigiu uma mudança do fuzil Type 38 para o fuzil Type 99, que poderia lidar com cartuchos mais potentes. Da mesma forma, foi necessário desenvolver uma nova versão da metralhadora leve Type 96 que também pudesse utilizar este novo calibre maior; assim, as vantagens da munição comum entre fuzileiros e metralhadoras poderiam continuar. A metralhadora leve Type 99 foi produzida em Kokura, Nagoya Arsenal e Mukden com uma produção total de cerca de 53.000 armas.

## Projeto
A Type 99 tinha basicamente o mesmo projeto da Type 96 e tinha várias peças em comum. Porém, dispensava o lubrificador e tinha melhor extração primária, aumentando a confiabilidade em relação às suas antecessoras. Os primeiros modelos tinham um monopé na coronha e um quebra-chamas na boca, que era parafusado em uma parte rosqueada do cano da arma. Um carregador tipo cofre curvado destacável montado na parte superior com um contador de cartuchos comportava 30 cartuchos, e o cano com aletas podia ser trocado rapidamente para evitar superaquecimento. Assim como a Type 96, a Type 99 tem uma semelhança distinta com a metralhadora leve britânica Bren.
A Type 99 possuía massa de mira de lâmina e alça de mira de folha, com graduações de 200 a 1.500 metros, com ajuste de vento. Uma mira telescópica 2,5X com um campo de visão de 10 graus pode ser acoplada no lado direito da arma. Frequentemente, eram entregues aos melhores atiradores da unidade e ocasionalmente empregadas como um fuzil de precisão. Uma baioneta de infantaria padrão poderia ser anexada ao bloco de gás abaixo do cano, mas no campo de batalha esse recurso se mostrou irrelevante devido ao peso da arma e ao fato de que a lâmina era amplamente obstruída pelo quebra-chamas quando era fixada na boca do cano.

## Uso em combate

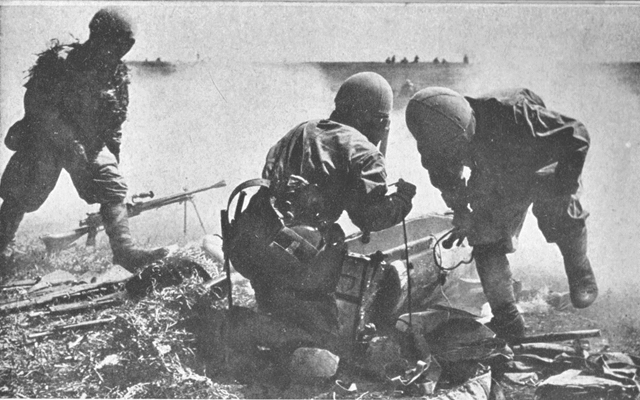
Pára-quedistas do Exército Imperial Japonês armados com a Type 99 durante a Batalha de Palembang

A Type 99 entrou em serviço ativo em 1939 e foi usada junto com a Type 11 e a Type 96, pois esses modelos foram produzidos em grandes quantidades e muitas tropas da linha de frente continuaram a usar os fuzis Type 38 com sua munição de 6,5 mm. Todas as três armas permaneceram em serviço até o final da guerra. A Type 99 foi usada pelas forças comunistas (exércitos chinês e norte-coreano) durante a Guerra da Coreia. Foi usada pelo Viet Minh e pelas forças norte-vietnamitas durante a Primeira e a Segunda Guerras da Indochina.

## Variantes
Uma versão de produção limitada da Type 99 foi produzida para pára-quedistas, mas não tinha designação especial conhecida. Tinha uma coronha destacável e um punho de pistola dobrável para a frente. Para o lançamento, o cano e a coronha foram retirados da arma, o punho da pistola e o bipé dobrados e todo o conjunto embalado em uma bolsa de transporte.
A Type 99 pode ser modificada para disparar munição 7,62×51mm NATO. Apenas uma substituição do cano é necessária.

## Operadores
- Indonésia[14]
- Japão[15]
- Filipinas
- República Popular da China
- República da China
- Coreia do Norte[16]
- Vietnã[12]